# Morpho tucupita
Morpho tucupita är en fjärilsart som beskrevs av Le Moult 1925. Morpho tucupita ingår i släktet Morpho och familjen praktfjärilar. Inga underarter finns listade i Catalogue of Life.